# Núria Marín Martínez
Núria Marín Martínez (Hospitalet de Llobregat, Barcelona, 26 de diciembre de 1963) es una política española del PSC, partido del cual es vicepresidenta. Entre 2008 y 2024 fue alcaldesa de Hospitalet de Llobregat, y entre 2019 y 2023 también ejerció como presidenta de la diputación provincial de Barcelona. Actualmente es la delegada del Gobierno de la Generalidad de Cataluña en la Comunidad de Madrid.

## Biografía
Vecina del distrito de Collblanc-La Torrassa, cursó educación primaria en la Academia Cultura, en el barrio de La Torrasa, obteniendo el graduado escolar en 1977. Cursó BUP en el Instituto Nacional de Bachillerato INB3 de BELLVITGE. Con estudios equivalentes a la diplomatura en Ciencias Empresariales entró a trabajar como funcionaria en el Ayuntamiento de Hospitalet de Llobregat en 1985, haciéndose cargo de la dirección del Mercado Municipal de Santa Eulalia entre otras responsabilidades.

### Trayectoria política
Empezó su militancia política en las Joventudes Socialistas de Catalunya y en 1981 se afilió al Partit del Socialistes de Catalunya. En 2008 asumió la primera secretaria de la Federación de Hospitalet del PSC con más del 99 % de los votos.  En diciembre de 2011 entró a formar parte de la nueva ejecutiva del PSC a raíz del nombramiento de Pere Navarro como primer secretario del partido, ocupando la secretaría de Cambios Sociales, Medio Ambiente y Sostenibilidad. Desde 2017 es miembro de la ejecutiva federal del PSOE tras la dimisión de Nuria Parlón por la aplicación del artículo 155. En diciembre de 2019 fue elegida presidenta del PSC sustituyendo a Angel Ros, exalcalde de Lérida y embajador de España en Andorra.

### Trayectoria institucional
En 1995 fue elegida concejala del Ayuntamiento de Hospitalet de Llobregat. De 1995 a 1999 se hizo cargo del Área de Hacienda y de la Concejalía de Collblanc-la Torrassa. En 1999 fue nombrada primera teniente de alcalde y asumió la responsabilidad del Área de Economía y Hacienda. De 2007 a 2008 fue la primera teniente de alcalde y responsable del Área de Planificación, Coordinación y Economía. 
En 2008 asumió la alcaldía cuando Celestino Corbacho fue designado ministro de Trabajo e Inmigración, convirtiéndose en la primera mujer al frente del ayuntamiento de la ciudad. En las elecciones municipales del 22 de mayo de 2011 se presentó como cabeza de lista del Partido de los Socialistas de Cataluña (PSC) siendo reelegida en 2015 y 2019.
En el Ayuntamiento, también ha presidido las sociedades municipales de Hospitalet 2010 y La Farga Gestió d'Equipaments Municipals S.A. 
Fue reelegida como alcaldesa en las elecciones municipales de mayo de 2011, tras las que ingresó como diputada provincial, escaño al que renunció en octubre de 2014.
Representa al Ayuntamiento de Hospitalet en la Comisión de Nuevas Tecnologías y Sociedad de la Información de la Federación Española de Municipios y Provincias (FEMP). Es vicepresidenta del Área Metropolitana de Barcelona y de la Federación de Municipios de Cataluña (FMC).
También es miembro del Consejo Rector del Consorcio Sanitario Integral y vicepresidenta del BiopoL'H. De  2011 a 2018 presidió el Foro Español para la Prevención y la Seguridad.
En julio de 2019 asumió la presidencia de la Diputación Provincial de Barcelona. En noviembre de 2019 asumió la presidencia del Consorcio del parque natural de Collserola.
También es vicepresidenta de la Asamblea Urbana de Cataluña.
El 10 de diciembre del 2020 fue detenida por corrupción en el marco del caso del Consell Esportiu, una supuesta trama corrupta de desvío de fondos públicos, junto a dos concejales más del PSC y uno de Junts. La jueza de instrucción de Hospitalet de Llobregat que investiga la presunta malversación de fondos públicos y apropiación indebida en el Consell Esportiu del municipio le imputa los delitos de malversación, prevaricación, apropiación indebida y omisión del deber de perseguir delitos. Fue puesta en libertad con cargos a la espera de declarar en sede judicial como imputada, deberá acudir ante la magistrada el próximo 9 de abril de 2021.